# Yasaman Aryani
Yasaman Aryani es una activista iraní de derechos humanos que ha estado encarcelada desde abril de 2019 y luego condenada a 16 años de prisión por, entre otras cosas, negarse a usar velo. 
Participó en protestas en Teherán el 2 de agosto de 2018 y fue capturada cerca del parque Daneshjoo. Fue llevada a la prisión de Qarchak y luego a la prisión de Evin en Teherán. Tras el arresto de Aryani y de muchos otros, Amnistía Internacional en Londres emitió una "Declaración pública" el 8 de agosto exigiendo la liberación de todos los arrestados únicamente por participar en protestas pacíficas. Luego fue sentenciada a un año de prisión junto con otras dos mujeres, Saba Kord Afshari y Azar Heidary. 
Fue liberada de la prisión de Evin el 13 de febrero de 2019, pero fue arrestada nuevamente el 10 de abril de 2019 después de publicar un video que se volvió viral en el Día Internacional de la Mujer el 8 de marzo de 2019. El 31 de julio de 2019, Aryani fue sentenciada a 16 años de prisión. Diez de estos fueron por «instigar y ayudar en la corrupción y la prostitución».
El día 15 de febrero de 2023 Aryani fue liberada junto a su madre de la condena a 16 años de prisión que se le había dado.